# Apechthis
Apechthis ist eine Schlupfwespen-Gattung aus der Tribus Pimplini innerhalb der Unterfamilie der Pimplinae. Die Gattung wurde von dem Entomologen Arnold Foerster im Jahr 1869 eingeführt. Typusart ist Ichneumon rufatus Gmelin, 1790. Die Gattung zählt etwa 17 Arten.

## Merkmale
Die Vertreter der Gattung Apechthis mit typischen Längen von 10–15 mm gehören zu den mittelgroßen Schlupfwespen. Sie unterscheiden sich von den anderen Gattungen der Tribus Pimplini durch folgende morphologische Eigenschaften: die Männchen besitzen ein gelbes Gesicht, die Zähne der Mandibeln sind etwa von gleicher Länge, der Augeninnenrand ist stark eingekerbt und der Clypeus ist nicht geteilt. Außerdem ist die Ovipositorspitze der Weibchen bemerkenswert. Deren apikales Ende ist leicht nach unten gebogen.

## Verbreitung
Die Gattung Apechthis ist in der Paläarktis, in der Orientalis, in der Nearktis sowie in der Neotropis verbreitet. In Europa ist die Gattung mit 4 Arten vertreten, wovon drei in Deutschland häufig beobachtet werden: A. compunctor, A. quadridentata und A. rufata.

## Lebensweise
Das typische Habitat der Schlupfwespen bildet die Bodenvegetation in Wäldern und Hecken. Die Flugzeit der Schlupfwespen dauert in Mitteleuropa gewöhnlich von Ende April bis Ende Oktober. Die Schlupfwespen der Gattung Apechthis parasitieren die Puppen von Schmetterlingen verschiedener Familien. Es werden freie und wenig geschützte dünnwandige Puppen befallen. Die Weibchen legen ihr Ei direkt in die Wirtspuppe.

## Arten
Im Folgenden eine Liste der Arten der Gattung Apechthis und deren Verbreitungsgebiet.
- Apechthis annulicornis – Nordamerika
- Apechthis bazani – Argentinien
- Apechthis cantika – Sulawesi, Indonesien
- Apechthis capulifera – Europa, Nordasien
- Apechthis compunctor – Europa, Nordasien
- Apechthis cubensis – Kuba
- Apechthis erythromera – Indien
- Apechthis nigrifemorata –
- Apechthis obscurata – Kuba
- Apechthis ontario – Nordamerika
- Apechthis picticornis – Nordamerika
- Apechthis quadridentata – Europa
- Apechthis rapae – Ferner Osten Asiens
- Apechthis rufata – Europa, Nordasien, China, Pakistan
- Apechthis taiwana – China, Taiwan, Orientalis
- Apechthis tricincta – Kuba
- Apechthis zapoteca – Mexiko, Mittelamerika, Brasilien

## Bilder

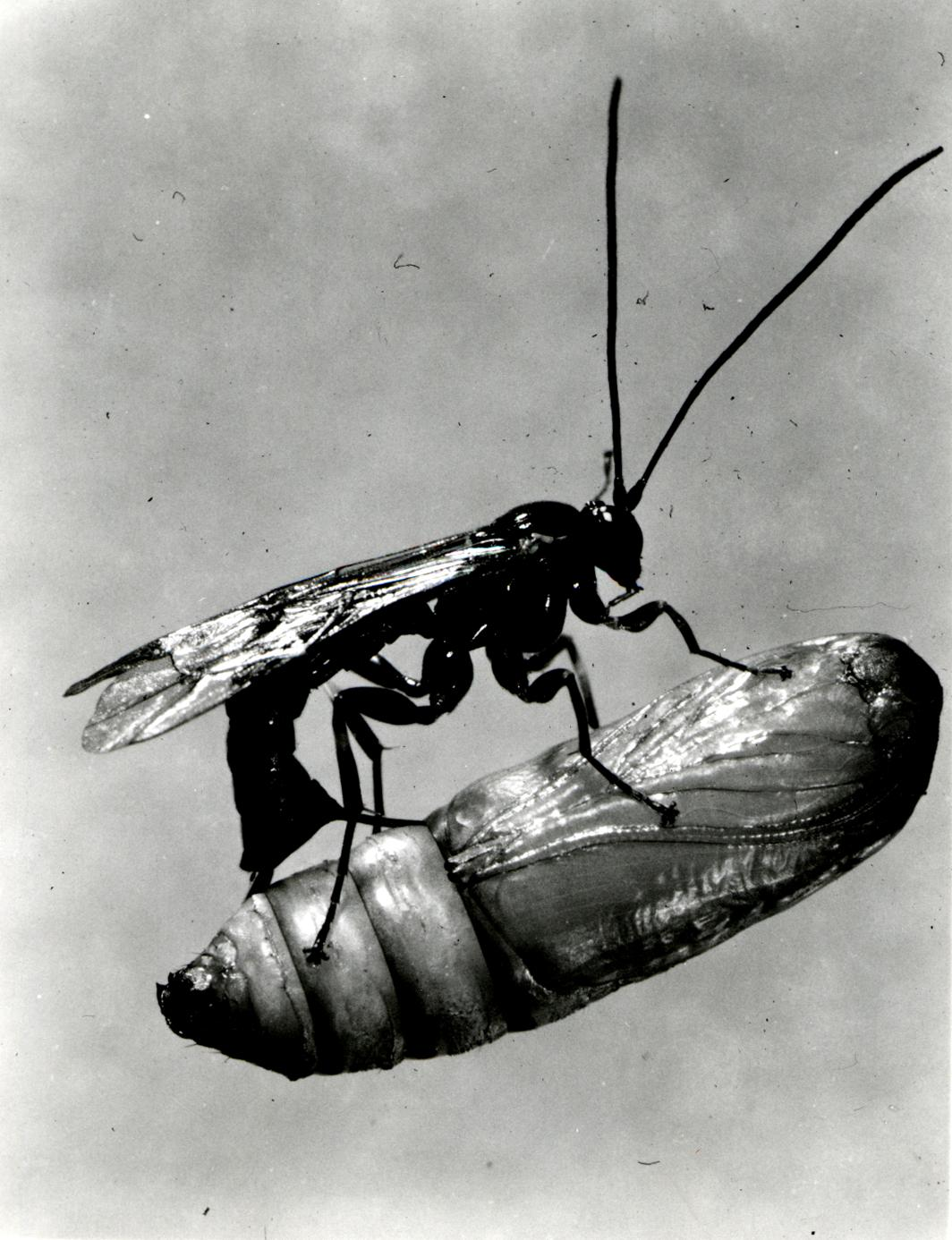
Apechthis ontario ♀ bei der Eiablage
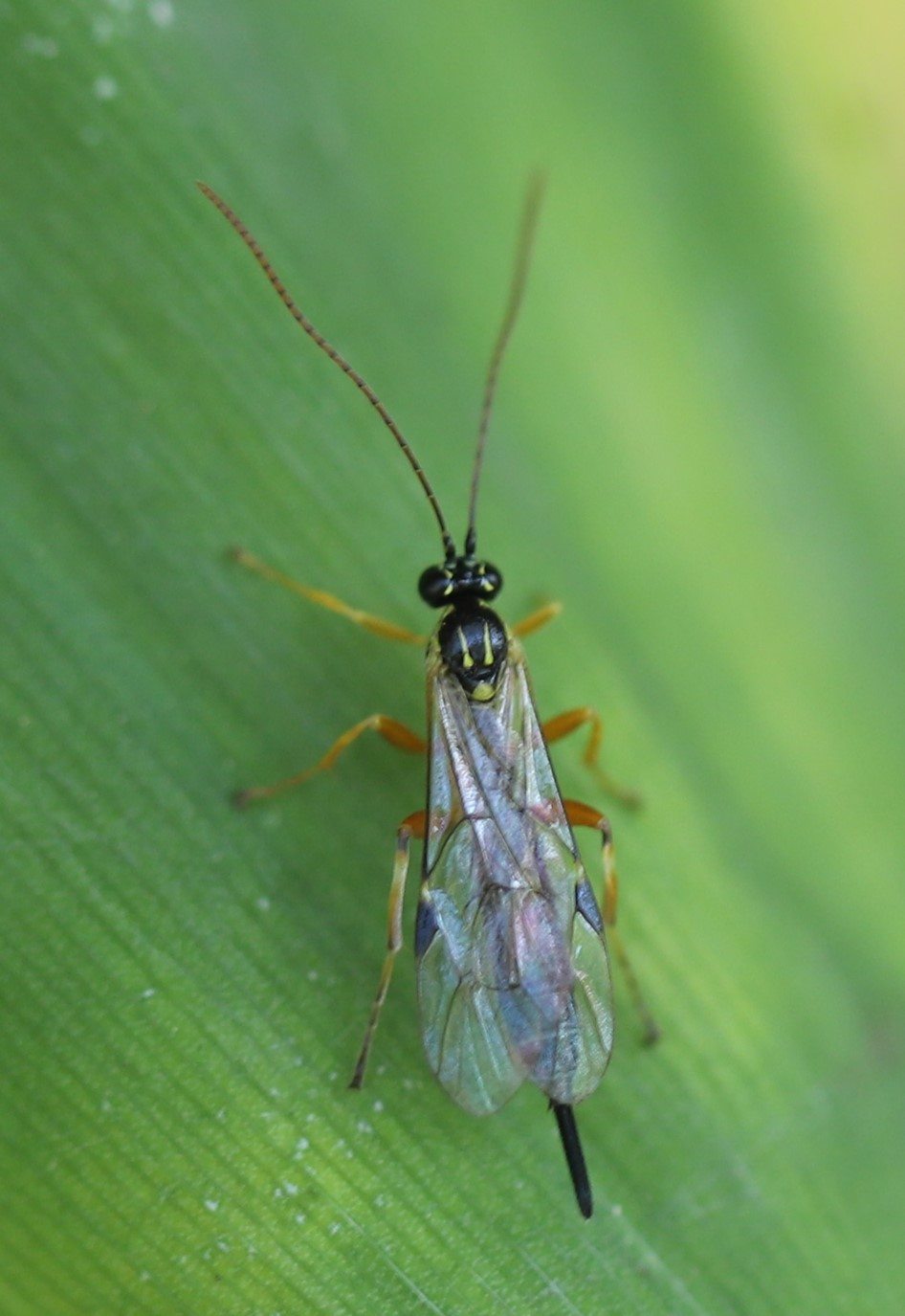
Apechthis rufata ♀
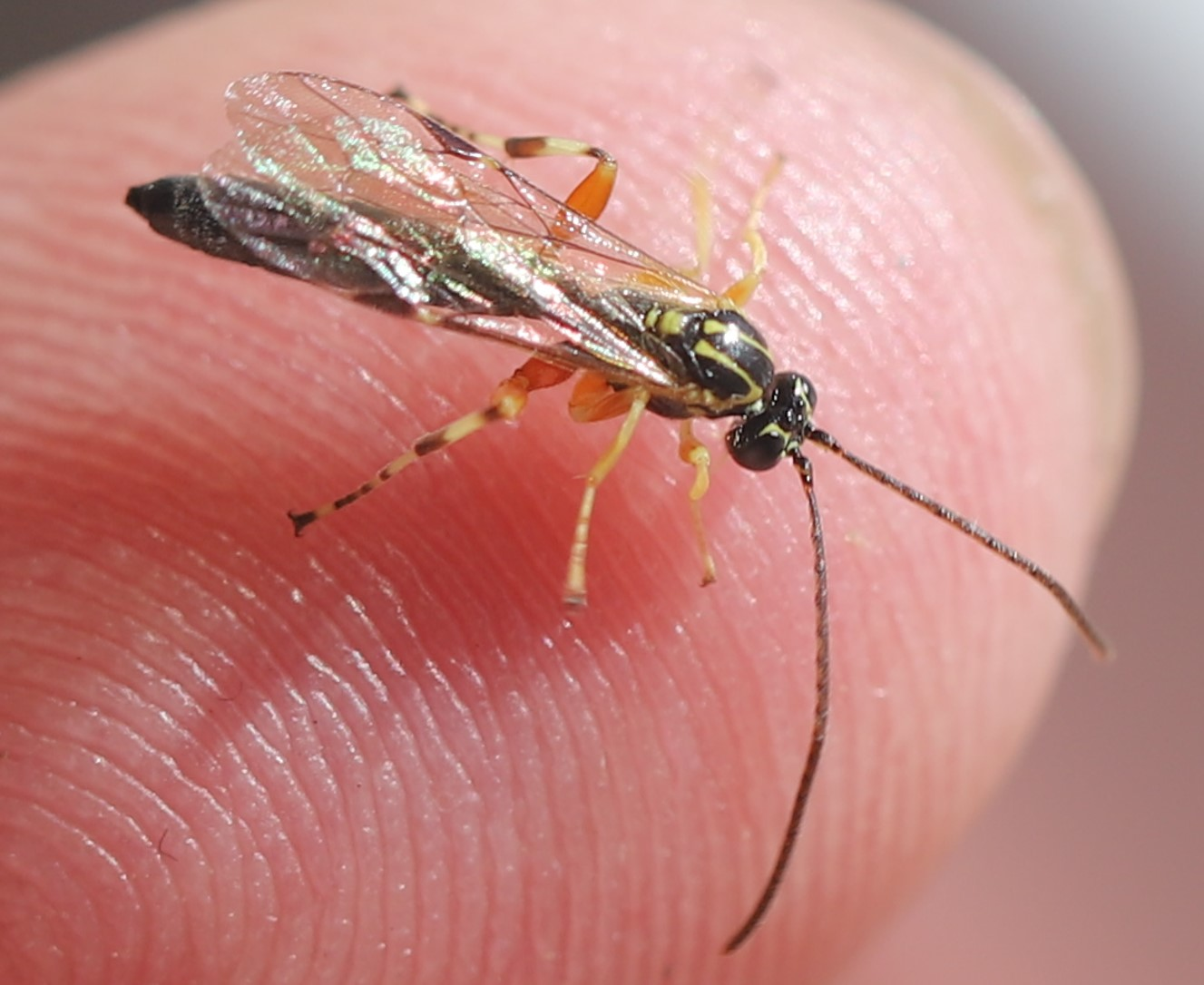
Apechthis rufata ♂
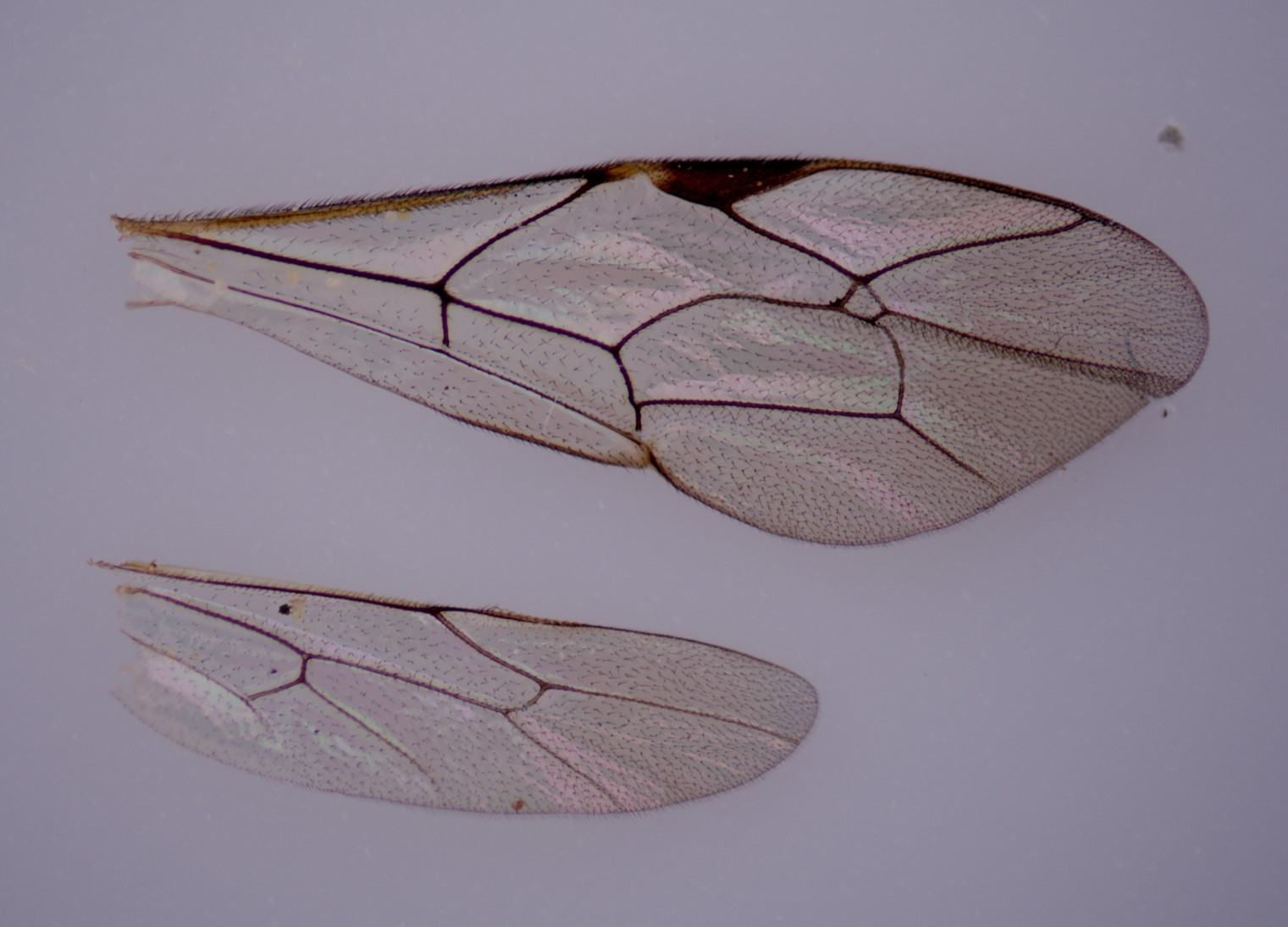
Apechthis rufata ♂